# Saint-Siméon (Seine-et-Marne)
Saint-Siméon is een gemeente in het Franse departement Seine-et-Marne (regio Île-de-France) en telt 737 inwoners (1999). De plaats maakt deel uit van het arrondissement Provins.

## Geografie
De oppervlakte van Saint-Siméon bedraagt 12,3 km², de bevolkingsdichtheid is 59,9 inwoners per km².

## Verkeer en vervoer
In de gemeente ligt het gesloten spoorwegstation Saint-Siméon, dat thans enkel gebruikt wordt voor het stoppen van bussen.
De onderstaande kaart toont de ligging van Saint-Siméon (Seine-et-Marne) met de belangrijkste infrastructuur en aangrenzende gemeenten.

## Demografie
Onderstaande figuur toont het verloop van het inwonertal (bron: INSEE-tellingen).